# Генрих II (граф Хойя)

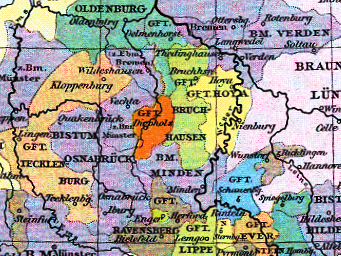
Графство Хойя (жёлтым)

Генрих II, по прозвищу Генрих с топором (нем. Heinrich II. von Hoya, genannt Heinrich mit dem Beile; ок. 1228 — 25 января 1290) — граф Хойя с 1235 года. Сын Генриха I фон Хойя и его жены Рихенцы фон Вёльпе.
Прозвище «с топором» получил из-за того, что во время вооруженных столкновений отличался грубостью и жестокостью. По другой версии, отрубил ногу одному из своих пленников.
Расширил свои владения за счёт епископства Минден. Получал хороший доход за обеспечение безопасного судоходства по Везеру в пределах своих владений.

## Семья
Жена (ок. 1244) — Ютта фон Равенсберг (ум. 12 мая 1282), дочь графа Людвига фон Равенсберга. Дети:
- Эрменгарда (Елизавета), муж — Генрих V фон Вильдесхаузен,
- Рихца, муж — Иоганн I фон Ольденбург
- Иоганн (ум. 18 января 1279)
- Герхард (р. ок. 1265, ум. 1312), граф Хойя
- Генрих (ум. 1302), домхерр в Бремене
- Ютта, муж — Людольф фон Штайнфурт,
- Оттон (1271—1324), граф Хойя,
- София (ум. 1324), в 1294—1301 аббатиса в Бассуме.